# (3674) Erbisbuhl
(3674) Erbisbuhl est un astéroïde de la ceinture principale aréocroiseur.

## Description
(3674) Erbisbuhl est un astéroïde aréocroiseur. Il présente une orbite caractérisée par un demi-grand axe de 2,36 UA, une excentricité de 0,37 et une inclinaison de 21,0° par rapport à l'écliptique.

## Compléments